# Маргарита Вальдек-Пірмонтська
Маргарита Вальдек-Пірмонтська (нім. Margarethe zu Waldeck und Pyrmont), (нар. 22 травня 1923 — пом. 21 серпня 2003) —принцеса Вальдек-Пірмонтська, донька титулярного князя Вальдек-Пірмота Йозіаса, одного з вищих офіцерів СС за часів Нацистської Німеччини, та принцеси Альтбурги Ольденбурзької, дружина графа Франца Ербах-Ербахського.

## Життєпис
Маргарита народилась 22 травня 1923 року у Мюнхені за дев'ять місяців після весілля своїх батьків: принца цу Вальдек-Пірмонт Йозіаса та його дружини Альтбурги Ольденбурзької. Через рік в сім'ї з'явилась донька Олександра.
1929-го їхній батько вступив до лав НСДАП, а згодом — до штурмових загонів СС, де був призначений ад'ютантом Йозефа Дітріха. У 30-тих Йозіас зробив кар'єру в СС і дослужився до звання обергрупенфюрера. Тоді ж народилися молодші діти: Інгрід, Віттекінд та Ґуда. Після закінчення Другої світової батька судили, як військового злочинця, та після трьох років ув'язнення звільнили через поганий стан здоров'я.
У 28 років Маргарита вийшла заміж за графа Франца цу Ербах-Ербах, що був трохи молодшим від неї. Весілля відбулося 27 березня 1952 в Арользені. У подружжя народилося двоє дітей. 1979-го Маргарита та Франц розлучилися.
Принцеса пішла з життя у Ербаху 21 серпня 2003 у віці 80 років.

## Родина
Чоловік — Франц Ербах-Ербахський
Діти:
- Олександра (нар. 1955) — пошлюблена із Ульріхом Бугілем, має двох синів;
- Ебергард (нар. 1958) — одружений з принцесою Рьойсс Марією Олександрою, має трьох дітей.